# هايلي تومبكينز
هايلي تومبكينز (بالإنجليزية: Hayley Tompkins)‏ هي رسامة بريطانية، ولدت في 1971.